# Roussea simplex

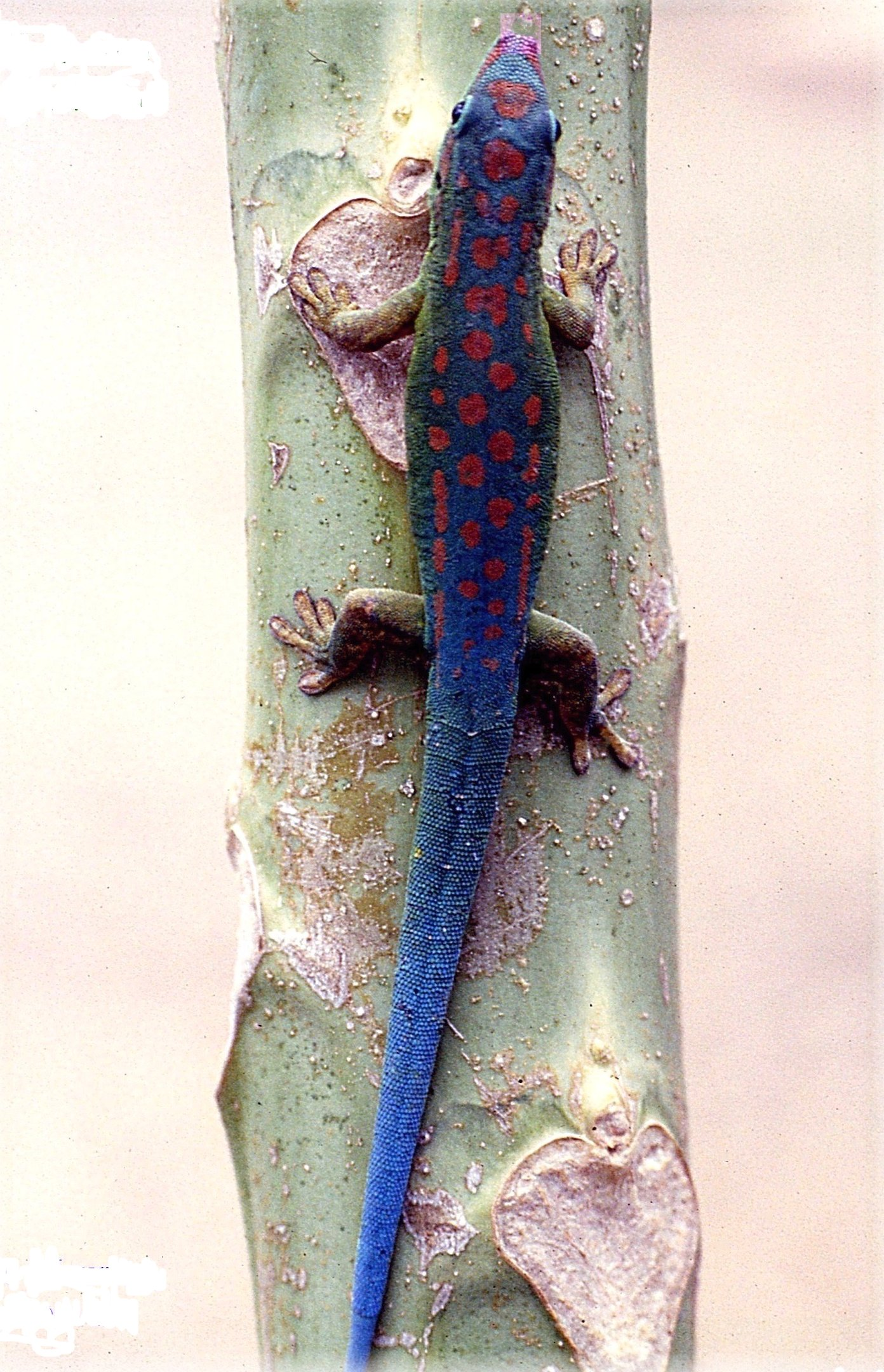
Opylovač gekon (Phelsuma cepediana)

Roussea simplex je ohrožená rostlina rostoucí výhradně na ostrově Mauricius v Indickém oceánu, je to jediný druh monotypického rodu Roussea. Vyskytuje se tam v několika rozptýlených populacích čítajících několik desítek jedinců.

## Popis
Je to stálezelená rostlina mívající tvar keře nebo liány, která roste ve vlhkých horských lesích ostrova, nejčastěji podél vodních toků. Na jeho válcovitých stoncích vyrůstají protistojné, dužnaté, středně veliké listy s kratičkými řapíky bez palistů. Jejichž čepele jsou po okrajích ozubené, na horní straně jsou lesklé a na spodním šedé a chlupaté, tvar mají eliptický až vejčitý.
Žluté nebo jasně oranžové oboupohlavné pravidelné květy o průměru 4 až 5 mm zvonkovitého tvaru jsou sestaveny do vrcholičnatých květenství. Okvětí s poměrně tlustými lístky se skládá ze 4 až 5 korunních i kališních lístků sestavených do dvou přeslenů. V nenápadném květním lůžku jsou nektarové žlázky produkující hodně nektaru. Poměrně malé, ozubené, vytrvalé korunní lístky jsou částečně spojené, vytvářejí trubku, opadavé kališní lístky žluté barvy jsou volné, nepřekrývají se. V květu je 5 tyčinek s krátkými nitkami, introrzní prašníky se otvírají podélnými štěrbinami. Synkarpní gyneceum je tvořeno 5 plodolisty. Pestík s pětidílným spodním semeníkem, v každé části má 10 až 50 vajíček, má jednu čnělku zakončenou pětilaločnou bliznou. Placentace je axiální.
Černé pukající plody dlouhé 8 až 12 mm jsou drsné, konického tvaru, při pohledu shora mají hvězdicovitý tvar. Drobounká semena, přibližně kulovitého tvaru, mají zbrázděnou testu, obsahují hodně endospermu.

## Opylování
Roussea simplex žije v zajímavé symbióze s asi 15 cm dlouhým denním gekonem felsumou modrooocasou alias felsumou nádhernou (Phelsuma cepediana). Tento gekon je pravděpodobně jediným opylovačem této rostliny, dlouhým jazykem z květů vysává hluboko uložený nektar a přitom přenáší na blizny pyl. Po opylení ale interakce rostliny a gekona nekončí. Zralé plody vylučují tekutinu želatinové konzistence současně s miniaturními semeny, tu gekon olizuje a nestrávená semena roznáší v trusu po okolí.
Tuto úspěšnou souhru však v poslední době narušují invazivní mravenci Technomyrmex albipes, původem z oblastí Asie, kteří si u rostlin stavějí mraveniště a na gekona na rostlině útočí. Mravenci dále rostliny oslabují roznášením červců sajících mízu, z které tito vylučují kapičky cukernatého roztoku, pro mravence vítanou potravou.

## Ohrožení
Roussea simplex je považován za kritický ohrožený druh, vyskytuje se na ostrově jen na dvou známých místech a celkem asi v 85 exemplářích. Pokud vyhyne, zmizí z povrchu Země celý druh.
Počty rostlin rapidně klesají, ještě v roce 1937 byla její populace hodnocená jako málo dotčená. K výše popsanému problému při opylování přistoupilo rychlé odlesňování ostrova a rozmnožování "exotických" zvířat jako volně žijící kozy a prasata okusující větve a vyhrabávající kořeny. Současně se začaly rozšiřovat agresivní invazní druhy rostlin, např. Psidium cattleianum a Ravenala madagascariensis, které počaly zabírají původní areály výskytu Roussea simplex.
Do zachování tohoto vzácného druhu se zapojilo i několik botanických zahrad. Že to není jednoduché svědčí skutečnost, že ve vyhlášených Královských botanických zahradách Kew ve Velké Británii se v roce 2010 podařilo ze semen vypěstovat pouhé tři rostlinky. V současnosti pracují na množení této rostliny způsobem in vitro za pomoci explantátové kultury z embrya semen.

## Taxonomie
Je zvláštností endemického rodu Roussea, že dlouho nebyl znám nejbližší příbuzný, nevědělo se odkud na ostrov Mauritius vlastně doputoval. Teprve nedávné genetické studie dokázaly jeho blízkou příbuznost s čeledí zvonkovitých (Campanulaceae).